# Saint-Loup-du-Gast
Saint-Loup-du-Gast ist eine französische Gemeinde mit 321 Einwohnern (Stand: 1. Januar 2022) im Département Mayenne in der Region Pays de la Loire; sie gehört zum Arrondissement Mayenne und zum Kanton Gorron. Die Einwohner werden Lupigastois genannt.

## Geographie
Saint-Loup-du-Gast liegt etwa 37 Kilometer nordnordöstlich des Stadtzentrums von Laval an der Mayenne. Umgeben wird Saint-Loup-du-Gast von den Nachbargemeinden Chantrigné im Norden und Nordosten, Montreuil-Poulay im Osten, Saint-Fraimbault-de-Prières im Süden, La Haie-Traversaine im Südwesten sowie Ambrières-les-Vallées im Westen und Nordwesten.

## Bevölkerungsentwicklung
| Jahr                       | 1962 | 1968 | 1975 | 1982 | 1990 | 1999 | 2006 | 2019 |
| Einwohner                  | 321  | 315  | 282  | 263  | 303  | 305  | 353  | 370  |
| Quellen: Cassini und INSEE |      |      |      |      |      |      |      |      |

## Sehenswürdigkeiten
- Kirche Saint-Loup aus dem 17. Jahrhundert, Monument historique
- Kapelle Saint-Joseph
- Schloss Malortie aus dem 18. Jahrhundert
- Motte, Lager von Gènes, seit 1984 Monument historique

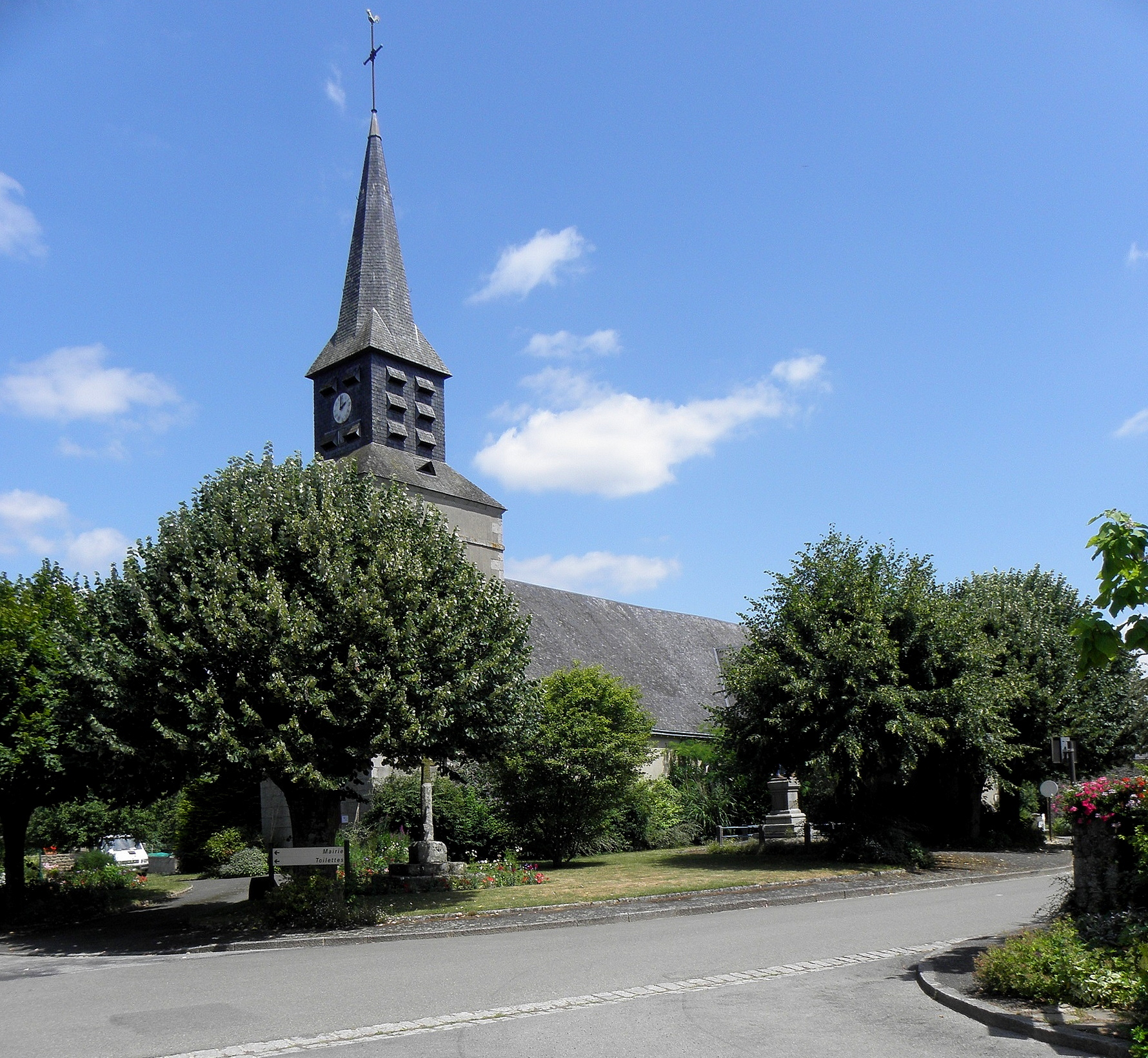
Kirche Saint-Loup